# Monte Tabor (métro de Santiago)
Monte Tabor est une station de la Ligne 5 du métro de Santiago, dans la commune de Maipú.

## La station
La station est ouverte depuis 2011,.

## Origine étymologique
Son nom vient de l'avenue Pajaritos, avec la rue Monte Tabor est situé juste au-dessus de la station.[réf. nécessaire]